# Список рек Кыргызстана
Всего насчитывается 2044 реки длиной более 10 км в Киргизии общей протяженностью около 35000 км. В список рек Киргизии входят:

### А
- Ала-Арча
- Алабуга
- Аламедин
- Ак-Суу
- Ат-Баши
- Ак-Буура

### В
- Вахш

### Д
- Джыламыш
- Джумгал

### И
- Исфайрамсай
- Исфана

### К
- Карадарья
- Каракуджур
- Кара-Суу
- Кара-Суу
- Кёгарт
- Кичи-Кемин
- Кочкор
- Кёкёмерен
- Куршаб

### Н
- Нарын

### С
- Сарыджаз
- Сокулук церковь
- Сох

### Т
- Талас
- Тар
- Таушкандарья
- Тентяксай

### Ч
- Чаткал
- Чонг-Кемин
- Чу

### Ы
- Ысык-Ата

### Ш
- Шиван